# عذم جميل
العذم الجميل  (باللاتينية: Stipa pulcherrima) نوع نباتي يتبع جنس العذم من الفصيلة النجيلية.

## الموئل والانتشار
ينتشر في المشرق العربي ووادي النيل والمغرب العربي وإيطاليا وفرنسا وإسبانيا.